# Denis Žvegelj
Denis Žvegelj (* 24. Juni 1972 in Jesenice) ist ein ehemaliger slowenischer Ruderer. 
Mitte der 1980er Jahre begann Žvegelj in Bled mit dem Rudern. Den ersten internationalen Erfolg hatte er 1989 und 1990 als Juniorenweltmeister im Zweier ohne Steuermann zusammen mit Iztok Čop. Bei den Weltmeisterschaften 1990 debütierten die beiden in der Erwachsenenklasse und belegten im Vierer ohne Steuermann den siebten Platz. Im Jahr darauf wurden die beiden im Zweier ohne Steuermann Vizeweltmeister hinter Steven Redgrave und Matthew Pinsent. Waren Čop und Žvegelj bis dahin für Jugoslawien angetreten, so starteten sie ab 1992 für Slowenien.
Bei den Olympischen Spielen 1992 in Barcelona nahm Slowenien erstmals an Olympischen Sommerspielen teil und gewann zweimal Bronze, die ersten olympischen Medaillen für Slowenien. Die erste Bronzemedaille gewann der Zweier ohne Steuermann mit Čop und Žvegelj, die zweite Medaille folgte kurz danach im Vierer ohne Steuermann. 1993 erhielten Čop und Žvegelj noch einmal Bronze bei den Weltmeisterschaften. 
Danach wechselte Čop vom Riemenrudern zum Skullrudern, Žvegelj wechselte in den Vierer ohne Steuermann. In dieser Bootsklasse belegte er den achten Platz bei den Weltmeisterschaften 1995. Bei den Olympischen Spielen 1996 erreichte der slowenische Vierer mit Denis Žvegelj, Janez Klemenčič, Milan Janša und Sadik Mujkič den vierten Platz. In der gleichen Besetzung belegte der Vierer den vierten Platz bei den Weltmeisterschaften 1997. Danach endete die aktive sportliche Karriere von Denis Žvegelj, der sich später im slowenischen Ruderverband für den slowenischen Rudersport einsetzte.